# Kirkintilloch
Kirkintilloch är en rådsområdeshuvudort i Storbritannien.   Den ligger i kommunen East Dunbartonshire och riksdelen Skottland, i den centrala delen av landet, 600 km nordväst om huvudstaden London. Kirkintilloch ligger 51 meter över havet och antalet invånare är 19 489.
Terrängen runt Kirkintilloch är platt söderut, men norrut är den kuperad. Runt Kirkintilloch är det mycket tätbefolkat, med 2 431 invånare per kvadratkilometer. Närmaste större samhälle är Glasgow, 10,5 km sydväst om Kirkintilloch. Runt Kirkintilloch är det i huvudsak tätbebyggt.